# Pierwszy rząd Helmuta Kohla
 Pierwszy rząd Helmuta Kohla – koalicyjny gabinet działający od 4 października 1982 do 29 marca 1983. Powstał na skutek odejścia FDP od koalicji rządowej z SPD i związania się z najsilniejszym wówczas ugrupowaniem w Bundestagu – CDU/CSU. Istniał do czasu rozpisania nowych wyborów. 
| Funkcja                                                                   | Imię i nazwisko             | Partia |
| ------------------------------------------------------------------------- | --------------------------- | ------ |
| Bundeskanzler - Kanclerz Federalny                                        | Helmut Kohl                 | CDU    |
| Stellvertreter des Bundeskanzlers - Wicekanclerz Federalny                | Hans-Dietrich Genscher      | FDP    |
| Minister spraw zagranicznych                                              | Hans-Dietrich Genscher      | FDP    |
| Minister spraw wewnętrznych                                               | Friedrich Zimmermann        | CSU    |
| Minister sprawiedliwości                                                  | Hans A. Engelhard           | FDP    |
| Minister finansów                                                         | Gerhard Stoltenberg         | CDU    |
| Minister gospodarki i technologii                                         | Otto Graf Lambsdorff        | FDP    |
| Minister rolnictwa, polityki żywnościowej i ochrony konsumentów           | Josef Ertl                  | FDP    |
| Minister do spraw wewnątrzniemieckich                                     | Rainer Barzel               | CDU    |
| Minister pracy i polityki społecznej                                      | Norbert Blüm                | CDU    |
| Minister obrony                                                           | Manfred Wörner              | CDU    |
| Minister ds. rodziny, starszych obywateli, kobiet i młodzieży             | Heiner Geißler              | CDU    |
| Minister transportu i budownictwa                                         | Werner Dollinger            | CSU    |
| Minister poczty i telekomunikacji                                         | Christian Schwarz-Schilling | CDU    |
| Minister ds. zagospodarowania przestrzennego, budownictwa i rozwoju miast | Oscar Schneider             | CSU    |
| Minister ds. badań naukowych                                              | Heinz Riesenhuber           | CDU    |
| Minister edukacji i nauki                                                 | Dorothee Wilms              | CDU    |
| Minister ds. współpracy gospodarczej i rozwoju                            | Jürgen Warnke               | CSU    |